# 帕里斯 (伊利諾伊州)
巴黎（英語：Paris）是一個位於美國伊利諾伊州埃德加縣的城市。根據2010年美國人口普查，該地人口為8837人，而該地的面積約為15.78平方千米。同時該地也是埃德加縣的縣治。

## 地理
巴黎的座標為39°36′40″N 87°41′46″W / 39.61111°N 87.69611°W，而該地的平均海拔高度為198米（即650英尺）。